# Фантастическая четвёрка (мультсериал, 1994)
«Фантастическая четвёрка» (англ. Fantastic Four) — третий мультсериал, основанный на американских комиксах издательства Marvel Comics о супергеройской команде Фантастическая четвёрка, созданных Стэном Ли и Джеком Кирби, производства компаний Wang Film Productions, Philippine Animation Studios, Marvel Entertainment и Marvel Films. Во втором сезоне, характеризующимся более серьёзным тоном повествования, на смену Wang Film Productions пришла Philippine Animation Studios.
Мультсериал транслировался с 24 сентября 1994 года, а показ заключительного эпизода состоялся 24 февраля 1996 года. Всего было выпущено 2 сезона, по 13 эпизодов в каждом, в общей сложности 26 эпизодов. Шоу выходило на каналах Fox Kids и Disney XD в США. Впоследствии стало доступно для домашнего просмотра на Disney+.

## Обзор
В начале-середине 1990-х годов Genesis Entertainment и New World Entertainment синдицировали новый мультсериал о Фантастической четвёрке в рамках телевизионного блока Marvel Action Hour, впоследствии переименованного в Marvel Action Universe. Первая половина блока отошла мультсериалу «Железный человек», а вторая — «Фантастической четвёрке». Перед эпизодами первого сезона демонстрировались вставки со Стэном Ли, который рассказывал о новых персонаж и делился историей их создания.

### Сезон 1

Кадр из первой вступительной заставки.

Большинство эпизодов первого сезона представляли собой переосмысление классической серии Fantastic Four 1960-х годов авторства Стэна Ли  и Джека Кирби. К примеру, мультсериал адаптировал историю появления Серебряного Сёрфера и пришествия Галактуса на Землю в эпизоде из двух частей, а также сюжет, в котором Доктор Дум крадёт способности Сёрфера. Тем не менее, бюджетная анимация сезона (созданная компаниями Wang Film Productions и Kennedy Cartoons) и попытки разбавления происходящего юмором путём включения в сюжет суетливой арендодательницы Фантастической четвёрки были встречены негативно как фанатами, так и авторами комиксов.
В премьерном двухсерийном эпизоде «Происхождении Фантастической четвёрки» Кукловод берёт под контроль Существо и использует его, чтобы захватить Женщину-невидимку. Мистер Фантастик освобождает Существо и команда побеждает Кукловода. Вернувшись домой, чтобы забрать свою последнюю куклу, он сталкивается с падчерицей Алисией Мастерс и, после ссоры с ней, случайно выпадает из окна. Фантастическая четвёрка не может найти его тело, приходя к выводу, что тот «исчез с Земли».
В сюжетной арке «Серебряный Сёрфер и появление Галактуса» Серебряный Сёрфер, Огненный Лорд и Терракс сражаются с Фантастической четвёркой, в то время как Галактус предпринимает попытку поглотить Землю. Тем не менее, во втором сезоне все события этого сюжета, за исключением присутствия Серебряного Сёрфера, игнорируются, а Терракс преподносится как замена последнего. В серии «Когда зовёт Галактус» Террекса превращают в червя, а его место занимает Нова.
В трёхсерийном эпизоде «Маска Дума» Доктор Дум пленяет Фантастическую четвёрку и заставляет Мистера Фантастика, Человека-факела и Существо переместиться в прошлое и добыть для него одну вещь. В «Серебряном Сёрфере и возвращении Галактуса» Дум крадёт способности Серебряного Сёрфера и пытается завладеть силой Галактуса, но терпит поражение.

### Сезон 2

Кадр из второй вступительной заставки.

Мультсериал во многом опирался на оригинальный комикс. Например, обложка The Fantastic Four #1 (Ноябрь 1961) была анимирована во вступительной заставке второго сезона.

Как и в случае с «Железным человеком», второй сезон «Фантастической четвёрки» претерпел радикальные изменения: новая вступительная заставка, улучшенная анимация (созданная компанией Philippine Animation Studios), на смену Зданию Бакстера, уничтоженного в начале сезона, пришло Здание Четырёх Свобод в качестве штаб-квартиры команды. Изменилась база Фантастической четвёрки. Эпизоды второго сезона основывались на комиксах авторства Джона Бирна и образах Джона Бьюсемы, выходивших в 1980-х годах и являющихся продолжением комиксов Ли и Кирби.
В первом эпизоде сезона «И слепой поведёт их» (при участии Сорвиголовы) Доктор Дум лишает Фантастическую четвёрку суперспособностей, но, в конечном итоге, терпит поражение от рук Существа. В следующий раз Дум появляется в эпизоде «Зелёный кошмар», где приказывает Халку напасть на команду.
В эпизоде «И плач ветра подобен Медузе» (первой части трёхсерийной «Саги о Нелюдях») появляется Чародей, который объединяет Медузу, Гидромена и Трапстера в Ужасающую четвёрку, антипод Фантастической четвёрки. При помощи своего изобретения Чародей берёт под контроль Существо. Между тем в «Саге о Нелюдях» дебютируют и другие представители Нелюдей в лице Кристалл, Чёрного Грома, Горгона, Карнака и Локджо. В эпизоде «Сага о Нелюдях Часть 3: Берегись скрытых земель» узурпатор трона Максимус Безумный поручает Искателю вернуть членов королевской семьи домой, намереваясь жениться на Медузе. Тем не менее, Чёрный Гром возвращает себе законный престол и заручившись поддержкой Фантастической четвёрки побеждает Максимуса, однако последний проецирует над городом негативный барьер, изолирующий Нелюдей от внешнего мира. Когда Чёрный Гром в конечном итоге уничтожает барьер ценой существования города, Кристалл становится девушкой Человека-факела.
В эпизоде «Миры внутри миров», в результате манипуляций Психо-человека, который с помощью гисемпатическихе способностей подчиняет разум Сьюзан и отправляет её на бой против Фантастической четвёрки, возникает личность Малик. В итоге Сью освобождается от влияния Психо-человека и побеждает его.
В эпизоде «Добыча Чёрной пантеры» дебютирует Чёрная пантера. Он добивается прибытия Фантастической четвёрку в Ваканду, чтобы проверить, достаточно ли они сильны для противостояния с его врагом Кло. Из комиксов перекочевала предыстория Т’Чаки от руки Кло.
В серии «Битва с живой планетой» Фантастическая четвёрка просит Галактуса помощи в сражении с живой планетой Эго. Тор появляется в двух эпизодах. В «Битве с живой планетой» Фантастическая четвёрка помогает ему в сражении с Эго. В эпизоде «Когда зовёт Галактус» он и Призрачный Гонщик помогают Фантастической четвёрке победить Галактуса. В этом же эпизоде Нова добровольно заменяет коварного Террекса в качестве герольда Галактуса. Как и в комиксах, Фрэнки Рей получает свои силы в результате воздействия химических веществ, которые даровали андроиду Человеку-факелу его способности.
Центральным персонажем эпизода «Свет далёкой звезды» выступает Франклин Шторм, отец Сьюзан и Джонни, который жертвует собой, чтобы спасти команду от Скруллов.
В серии «Безнадёжно Невозможный» Человек-факел с помощью Локджо помогает Невозможному человеку скрыться от Супер-Скрулла.
В финальной серии «Судный день» Доктор Дум приобретает космическую силу. Он пытается подчинить Галактуса, однако лишается сил столкнувшись с барьером, который не даёт Серебряному Серферу покинуть Землю.

### Кроссовер с «Невероятным Халком»
Саймон Темплмен вновь озвучил Доктора Дума в двух эпизодах мультсериала «Невероятный Халк» (1996). В эпизоде «Обречённый», Доктор Дум отправляет группу роботов пленить Брюса Бэннера в Вашингтоне (округ Колумбия) и, в конечном итоге, захватывает его кузину Дженнифер Уолтерс. Выяснилось, что Совет Безопасности ООН обвинил Дума в военных преступлениях и подал прошение о его выдаче. В ответ Доктор Дум окружает город силовым полем, и требует, чтобы США прекратили все враждебные действия по отношению к нему и Латверии, иначе он выпустит Халка в город. Когда президент США отказывается от его требований, Дум выполняет свою угрозу и отправляет Халка разрушить Капитолий Соединённых Штатов. Без ведома Доктора Дума Бэннер сделал переливание крови, чтобы спасти жизнь Дженнифер, которая превращает её в Женщину-Халка и вместе они побеждают Дума. В эпизоде «Голливудские скалы» Дум возвращается, чтобы отомстить Бэннеру и Женщине-Халку и вернуть себе титул монарха Латверии.
Бо Уивер и Чак Маккан вновь озвучили Мистера Фантастика и Существо в эпизоде «Фантастическая стойкость». По сюжету, члены Фантастической четвёрки отправляются в отпуск, однако Бен, поссорившийся со своей девушкой Алисией, решает остаться в городе. Он сталкивается с Халком и Женщиной-Халк, последняя из которых неоднократно заигрывает с ним, и помогает им в сражении с гамма-мутантами Лидера.

### Отменённый 3 сезон
Художник-мультипликатор второго сезона Том Татаранович заявил, что планировал ввести в третьем сезоне сюжетную линию беременности Сью из комиксов, вновь задействовать в сюжете Нэмора, а также включить Медузу и Женщину-Халк в состав Фантастической четвёрки.

## Роли озвучивали

### Основной состав
- Бо Уивер – Рид Ричардс / Мистер Фантастик, Трапстер, адмирал Кох, Т’Чака
- Лори Алан – Сьюзан Шторм Ричардс / Невидимая леди
- Куинтон Флинн – Джонни Шторм / Человек-факел (сезон 2)
- Чак Маккан – Бен Гримм / Существо
- Брайан Остин Грин – Джонни Шторм / Человек-факел (сезон 1)
- Джон Вернон – Доктор Дум (первый голос)
- Нил Росс – Доктор Дум (второй голос), Кукловод, военачальник Крэнг, Супер-Скрулл (сезон 1)
- Саймон Темплман – Доктор Дум (третий голос)
- Паулина Артур-Ломас – Алисия Мастерс

### Приглашённые актёры
- Эдвард Альберт – Норрин Радд / Серебряный Сёрфер (сезон 2)
- Грегг Бергер – Человек-крот
- Мэри Кей Бергман – принцесса Анелла
- Джейн Карр – Леди Дорма
- Рокки Кэрролл – Тритон (первый голос)
- Дик Кларк – в роли самого себя
- Джим Каммингс – Слэш Кёртис, Булл Донован, Скинк Ломас, президент Билл Клинтон, Вотан
- Кит Дэвид – Чёрная пантера
- Майкл Дорн – Горгон
- Рон Фейнберг – Терракс (сезон 2)
- Рон Фридман – Бластаар
- Брэд Гарретт – Гидромен
- Джордж Ги – в роли самого себя
- Дэн Гилвзен – военачальник Моррат
- Бенни Грант – Рик Джонс
- Ричард Грисо – Дэнни Кетч / Призрачный гонщик
- Марк Хэмилл — Страж Крии, Максимус Безумный, Тритон (второй голос)
- Джесс Харнелл — Невозможный человек, Супер-Скрулл (2 сезон)
- Джейми Хортон — Психо-человек
- Чарльз Хоуертон — Кло
- Кэти Айрленд — Кристалл
- Тони Джей — Галактус, Терракс (1 сезон)
- Зелёное желе — в роли самих себя
- Клайд Кусацу — Аннигилус, Карнак
- Кей И. Кьютер — Эго — живая планета
- Джоан Ли — миссис Лавиния Форбс
- Стэн Ли — в роли самого себя
- Керриган Махан — Искатель
- Лиза Миллер Макги — Нова
- Ричард Макгонагл — Франклин Шторм
- Кэтрин Моффат — Лайджа
- Иона Моррис — Медуза
- Алан Оппенхаймер — Огненный Лорд, Наблюдатель Уату
- Гари Оуэнс — в роли самого себя
- Рон Перлман — Халк, Чародей
- Рифф Риган — Мелинда
- Джон Рис-Дэвис — Тор
- Роберт Риджли — император Скруллов
- Робин Сачз — Норрин Радд / Серебряный Сёрфер (сезон 1)
- Билл Смитрович — Сорвиголова
- Джина Таттл — женщина-телерепортёр
- Джеймс Уорвик — Нэмор, Сэм Джаггерс
- Ян Триггер — ювелир

## Список эпизодов
| Сезон | Сезон | Эпизоды | Оригинальная дата выхода |
| ----- | ----- | ------- | ------------------------ |
|       | 1     | 13      | 24 сентября 1994         |
|       | 2     | 13      | 23 сентября 1995         |

### Сезон 1 (1994)
| № общий | № в сезоне | Название                                                                                                   | Автор сценария             | Дата премьеры    |
| --- | ---------- | --- | -------------------------- | ---------------- |
| 1 | 1          | «Происхождение Фантастической четвёрки. Часть 1» «The Origin of the Fantastic Four. Part 1»                | Рон Фридман                | 24 сентября 1994 |
| В рамках кампании по сбору средств для Университета Рида Ричардса Фантастическая четвёрка посещает шоу Дика Кларка, где рассказывает о происхождении своих удивительных способностей, а также о столкновении с Кукловодом, злодеем, который использует маленькие глиняные копии людей, чтобы контролировать их разум. |            | |                            |                  |
| 2 | 2          | «Происхождение Фантастической четвёрки. Часть 2» «The Origin of the Fantastic Four. Part 2»                | Рон Фридман                | 1 октября 1994   |
| Кукловод маскирует свою падчерицу Алисию Мастерс под Невидимую леди и направляет её в Здание Бакстера вместе с находящимся под его контролем Существом. В это же время он создаёт глиняные куклы заключённых, чтобы организовать тюремный бунт.                                                                       |            | |                            |                  |
| 3 | 3          | «И пришёл Подводник» «Now Comes the Sub-Mariner»                                                           | Рон Фридман                | 8 октября 1994   |
| Нэмор, принц Атлантиды, устаёт от обитателей поверхности, загрязняющих воды его царства. Он выходит из океана и похищает Сьюзан, чтобы она стала его королевой. |            | |                            |                  |
| 4 | 4          | «Вторжение Скруллов» «Incursion of the Skrulls»                                                            | Рон Фридман                | 15 октября 1994  |
| Инопланетная раса, известная как Скруллы, вторгается на Землю и выдаёт себя за Фантастическую четвёрку, чтобы дискредитировать супергероев и захватить планету. |            | |                            |                  |
| 5 | 5          | «Серебряный Сёрфер и пришествие Галактуса. Часть 1» «The Silver Surfer and the Coming of Galactus. Part 1» | Рон Фридман                | 22 октября 1994  |
| Странное существо, известное как Наблюдатель, предупреждает Фантастическую четвёрку о надвигающейся угрозе по имени Галактус, намеревающейся поглотить их мир, и его герольде, Серебряном Сёрфере. |            | |                            |                  |
| 6 | 6          | «Серебряный Сёрфер и пришествие Галактуса. Часть 2» «The Silver Surfer and the Coming of Galactus. Part 2» | Рон Фридман                | 29 октября 1994  |
| Сёрфер знакомится с Алисией, которая показывает ему красоту родного мира и убеждает встать на защиту планеты. В это время Фантастическая четвёрка противостоит Галактусу и его герольдам — Терраксу и Огненному Лорду.                                                                                                |            | |                            |                  |
| 7 | 7          | «Супер-Скрулл» «Super Skrull»                                                                              | Рон Фридман                | 5 ноября 1994    |
| Скруллы, возмущенные тем, как легко Рид Ричардс выставил их расу дураками, поручают всемогущего Супер-Скруллу уничтожить Фантастическую четвёрку. |            | |                            |                  |
| 8 | 8          | «Маска Дума. Часть 1» «The Mask of Doom. Part 1»                                                           | Элвин Рэнсом и Рон Фридман | 12 ноября 1994   |
| Доктор Дум похищает Сьюзан Шторм и пленяет остальных членов Фантастической четвёрки, намереваясь использовать их для своих тёмных замыслов. |            | |                            |                  |
| 9 | 9          | «Маска Дума. Часть 2» «The Mask of Doom. Part 2»                                                           | Элвин Рэнсом и Рон Фридман | 19 ноября 1994   |
| Мистер Фантастик, Существо и Человек-факел сбегают из заточения и добираются до Дума, который обещает освободить Сьюзан в обмен на артефакт из прошлого. |            | |                            |                  |
| 10 | 10         | «Маска Дума. Часть 3» «The Mask of Doom. Part 3»                                                           | Элвин Рэнсом и Рон Фридман | 26 ноября 1994   |
| Рид, Джонни и Бен отправляются в Древнюю Грецию, чтобы отыскать для Доктора Дума гроб Аргуса, чтобы спасти Сьюзан из заточения. |            | |                            |                  |
| 11 | 11         | «Человек-крот» «Mole Man»                                                                                  | Рон Фридман                | 3 декабря 1994   |
| Человек-крот, злодей из подземного мира, погружает Рокфеллеровский центр в попытках устранить Фантастическую четвёрку, опасаясь, что только члены команды способны помешать ему захватить мир. |            | |                            |                  |
| 12 | 12         | «Остерегайся Негативной Зоны» «Behold the Negative Zone»                                                   | Рон Фридман                | 10 декабря 1994  |
| Рид случайно открывает портал в Негативную Зону, в результате чего двое её лидеров — Аннигилус и Бластаар — попадают на Землю и объявляют войну друг другу в своём стремлении завоевать планету. |            | |                            |                  |
| 13 | 13         | «Серебряный Сёрфер и возвращение Галактуса» «The Silver Surfer and the Return of Galactus»                 | Рон Фридман                | 17 декабря 1994  |
| Доктор Дум крадёт космическую силу Серебряного Сёрфера и тот объединяется с Фантастической четвёркой, чтобы остановить его. |            | |                            |                  |

### Сезон 2 (1995-1996)
| № общий | № в сезоне | Название                                                                                                 | Автор сценария                         | Дата премьеры    |
| --- | ---------- | --- | -------------------------------------- | ---------------- |
| 14 | 1          | «И слепой поведёт их» «And a Blind Man Shall Lead Them»                                                  | Стив Грэнат и Сидни Кларк              | 23 сентября 1995 |
| Фантастическая четвёрка переживает ядерный взрыв, который лишает их суперспособностей. Супергерой Сорвиголова помогает им в противостоянии с Доктором Думом.                                                              |            | |                                        |                  |
| 15 | 2          | «Сага о Нелюдях. Часть 1: И плач ветра подобен Медузе» «Inhumans Saga Part 1: And the Wind Cries Medusa» | Гленн Леопольд                         | 30 сентября 1995 |
| Бен попадает в засаду, устроенную Гидроменом, Медузой и Трапстером и их лидером Чародеем, который промывает ему мозги и натравливает на Рида. Бен заманивает своих друзей на склад, где тех поджидает Ужасающая четвёрка. |            | |                                        |                  |
| 16 | 3          | «Сага о Нелюдях. Часть 2: Нелюди среди нас» «Inhumans Saga Part 2: The Inhumans Among Us»                | Гленн Леопольд                         | 7 октября 1995   |
| Когда Джонни вмешивается в погоню Горгона за Медузой, его друзья отправляются вслед за ним. Джонни знакомится с Нелюдями, расой враждебно настроенных сверхлюдей, за исключением Кристалл.                                |            | |                                        |                  |
| 17 | 4          | «Сага о Нелюдях. Часть 3: Берегись скрытых земель» «Inhumans Saga Part 3: Beware the Hidden Land»        | Гленн Леопольд                         | 14 октября 1995  |
| Нелюди во главе с Чёрным Громом отступают в их родной город Аттилан, где Фантастическая четвёрка помогает им в свержении узурпатора Максимуса Безумного.                                                                  |            | |                                        |                  |
| 18 | 5          | «Миры внутри миров» «Worlds Within Worlds»                                                               | Стив Грэнат, Сидни Кларк и Дэвид Эрман | 21 октября 1995  |
| Психо-человек пробуждает внутри Сьюзан личность Малик с целью украсть новое химическое вещество Рида и поручает Невидимой леди уничтожить её товарищей по команде.                                                        |            | |                                        |                  |
| 19 | 6          | «Битва с живой планетой» «To Battle the Living Planet»                                                   | Стив Грэнат, Сидни Кларк и Ян Стрнад   | 4 ноября 1995    |
| По всему миру происходят сильные стихийные бедствия. Вместе с тяжело раненным Тором Фантастическая четвёрка обнаруживает, что причиной является Эго — живая планета, победить которую может только Галактус.              |            | |                                        |                  |
| 20 | 7          | «Добыча Чёрной пантеры» «Prey of the Black Panther»                                                      | Гленн Леопольд                         | 11 ноября 1995   |
| Линчеватель Чёрная пантера заманивает Фантастическую четвёрку в африканские джунгли. Он раскрывает себя как лидера государства Ваканда и просит помощи у Фантастической четвёрки в противостоянии с Кло.                  |            | |                                        |                  |
| 21 | 8          | «Когда зовёт Галактус» «When Calls Galactusr»                                                            | Ян Стрнад                              | 18 ноября 1995   |
| Девушка по имени Фрэнки приобретает способности, идентичные силам Человека-факела. На город нападает Терракс, бывший герольд Галактуса, который восстал против своего господина.                                          |            | |                                        |                  |
| 22 | 9          | «Зелёный кошмар» «Nightmare in Green»                                                                    | Гленн Леопольд                         | 25 ноября 1995   |
| Во время свидания с Алисией Бен сталкивается с Халком. Доктор Дум манипулирует последним, поручая сокрушить Фантастическую четвёрку.                                                                                      |            | |                                        |                  |
| 23 | 10         | «Свет далёкой звезды» «Behold, a Distant Star»                                                           | Стив Грэнат и Сидни Кларк              | 3 февраля 1996   |
| Скруллы предпринимают новую попытку захватить Землю, Супер-Скрулл выдаёт себя за отца Сьюзан и Джонни, Франклина и начинает сеять хаос по всему городу.                                                                   |            | |                                        |                  |
| 24 | 11         | «Безнадёжно Невозможный» «Hopelessly Impossibler»                                                        | Грэг Джонсон                           | 10 февраля 1996  |
| Человек-факел и Локджо помогают странному существу по прозвищу Невозможный человек избежать столкновения с Супер-Скруллом.                                                                                                |            | |                                        |                  |
| 25 | 12         | «Зловещий Страж» «The Sentry Sinister»                                                                   | Гленн Леопольд                         | 17 февраля 1996  |
| Фантастическая четвёрка отправляется на остров Ти Ву, где обнаруживает охраняющего космопорт Стража Крии. |            | |                                        |                  |
| 26 | 13         | «Судный день» «Doomsday»                                                                                 | Сидни Кларк                            | 24 февраля 1996  |
| Доктор Дум вновь похищает силу Серебряного Сёрфера, намереваясь раз и навсегда уничтожить Фантастическую четвёрку. |            | |                                        |                  |

## Трансляция и релиз
Несмотря на то, что мультсериал завершился в 1996 году, успех фильма «Фантастическая четвёрка» (2005) вызвал больший интерес у новых поклонников, в результате чего шоу повторно транслировалось в блоке Jetix на Toon Disney, принадлежавшем The Walt Disney Company.
В феврале 2012 года Marvel.com загрузил все эпизоды на потоковый сервис, однако, впоследствии серии были удалены.
Мультсериал доступен для покупки в iTunes Store, Amazon Prime Video и Google TV.
Оба сезона, объединённые в один сезон, доступны на потоковом сервисе Disney+ с момента его запуска 12 ноября 2019 года, за исключением эпизода «Вторжение Скруллов».

## Издания

### VHS
В 1997 году 20th Century Fox Home Entertainment выпустила на VHS двухсерийный эпизод «Происхождение Фантастической четвёрки». В конце 1990-х годов Marvel Films / New World Entertainment перемонтировали на VHS некоторые эпизоды сериала в 40-минутные фильмы, которые распространялись в Канаде компанией Telegenic Entertainment.

### DVD

Обложка DVD-издания мультсериала.

5 июля 2005 года Buena Vista Home Entertainment выпустила сериал на 4-дисковом DVD-боксе под маркировкой Регион 1. Выход этого издания был приурочен к премьере фильма художественного фильма 2005 года. Оно включало новые вставки со Стэном Ли для всех 26 эпизодов (заменившие оригинальные введения, которые были удалены для сетевого транслирования), а также интервью, в котором Стэн Ли рассказывает о том, как создал Фантастическую четвёрку. Кроме того, фрагменты отснятого материала из самих эпизодов также были удалены для сетевой трансляции, и именно эти вырезанные эпизоды вошли в DVD-издание.
В июле 2005 года Buena Vista Home Entertainment выпустила DVD-издание под маркировкой Регион 2 под названием «Фантастическая четвёрка: Легенда начинается». Оно содержит первые два эпизода и трилогию первого появления Доктора Дума, а также бонусные материалы из американского издания.
В апреле 2008 года Liberation Entertainment заключила сделку с Jetix Consumer Products, лицензионным подразделением ведущей детской развлекательной компании Jetix Europe, на право выпускать классические мультсериалы Marvel Entertainment на DVD. Компания должна была выпустить оба сезона в Великобритании, однако  22 октября 2008 года Liberation Entertainment прекратила свою деятельность в Великобритании. В ноябре 2008 года Lace International приобрела оставшиеся акции, включая оба сезона мультсериала и бокс, содержащий все двадцать шесть эпизодов, с отреставрированными видео и аудио. В апреле 2009 года Liberation выпустила боксы 1 и 2 сезонов в некоторых европейских странах с голландскими субтитрами.
Впоследствии Clear Vision приобрела права на дистрибуцию мультсериала в Великобритании и Германии, переиздав сезоны в виде отдельных сетов. Первый сезон выпускался 4 мая 2009 года и 13 мая 2009 года, а второй — 10 июня 2009 года и 17 июня 2009 года.

## Комиксы
С 1994 по 1995 год выходила серия комиксов на основе мультсериала 1994 года, состоявшая из 8 выпусков:
- Marvel Action Hour: Fantastic Four (Ноябрь 1994 — июнь 1995)[44]

## Товары
Toy Biz выпустила линейку игрушек на основе мультсериала 1994 года, которая состояла из четырёх серий. Помимо главных героев и других персонажей, которые были задействованы в мультсериале, в линейки присутствовали другие герои, не появлявшиеся на экране, такие как Человек-дракон и Танос.